# Sparisoma viride

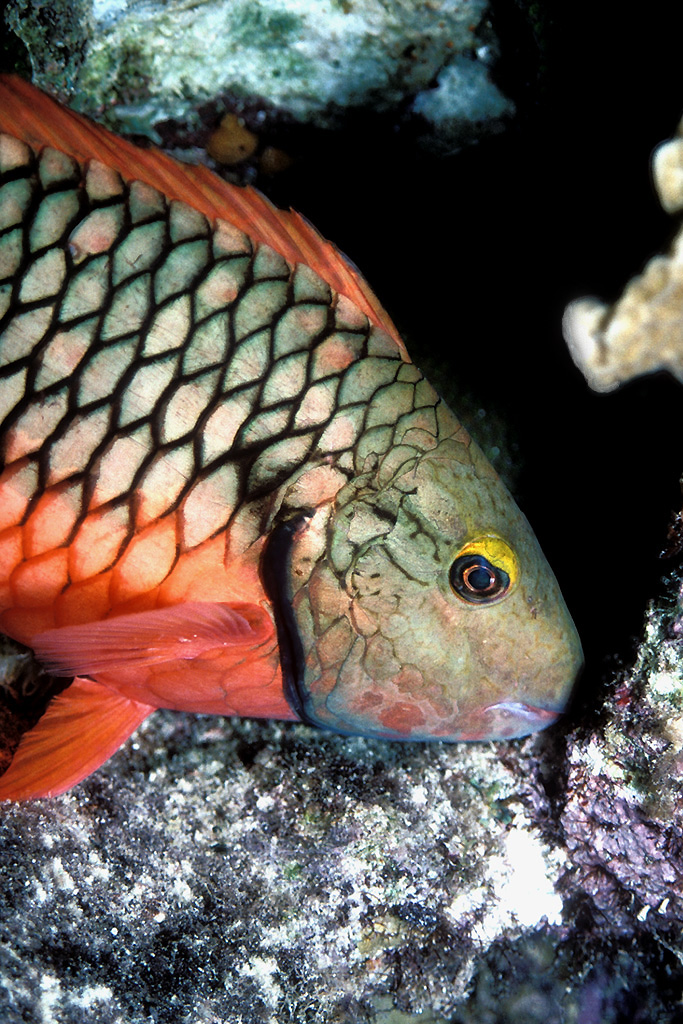
Exemplar femella

 Sparisoma viride és una espècie de peix de la família dels escàrids i de l'ordre dels perciformes que es troba des del sud de Florida, Bermuda i les Bahames fins al Brasil, incloent-hi el Carib.
Els mascles poden assolir els 64 cm de longitud total.